# Museo de la alfombra de Teherán

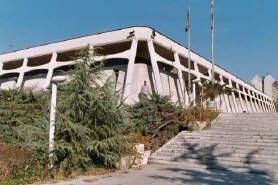
el Museo de la alfombra (Teherán)

El Museo de la alfombra es un museo en Teherán, Irán, fundado en 1976, que presenta una variedad de alfombras persas que datan desde el siglo XVI hasta la actualidad. Se construyó por orden de Farah Pahlaví, la última emperatriz de Persia, y contiene más de mil quinientas piezas únicas en la que posiblemente sea la mayor colección de tapices antiguos del mundo.
Ocupa una superficie de 3400 m² en el borde del Parque Laleh. Su biblioteca tiene más de 7000 libros.